# 蔡雪溪
蔡雪溪（1884年—？），本名蔡榮寬，台灣日治時期畫家，出生於台北艋舺，是20世紀早期臺灣北部相當活躍的一名職業畫師。

## 簡歷
明治34年（1901年）畢業於公學校後在專賣局、鐵道部等官廳任職。自學繪畫外，也曾向鐵道部同事川田墨鳳習畫:126。大正9年（1920年），移居大稻埕，在永樂市場對面開設裱畫店「雪溪畫館」，門下生徒眾多，以郭雪湖（郭金火）及任瑞堯為最著名的弟子，其畫壇藝名「雪湖」與「雪涯」之名即為蔡雪溪所命名。蔡雪溪以傳統神像繪製、印刻、裱畫為業，此外亦積極參與詩社如萃英吟社的活動，對於擴增其畫業的贊助來源頗有助益。在台北之外，也在新竹和嘉義等地區舉辦畫作展。1931年與1933年間兩度赴中國南方寫生旅行，甚至在行前舉辦作品特賣籌措旅費。畫作曾多次入選台展、府展。昭和11年（1936年），在太平町創設「新東洋畫研究會」。

## 藝術創作
創作題材廣泛，因應傳統書畫市場需求，早期畫作主要為中國傳統水墨風格之人物、花鳥與山水畫。其後為追求入選官辦美術展覽會台展、府展的肯定，蔡雪溪的畫風轉變為以寫生與細密寫實為特色，以符合官辦美展所強調的地方色彩主題與寫生的觀念。其入選之膠彩畫作品，表現出融合現代寫生觀念與台灣常民生活之風俗趣味。然而，為了生計，他同時持續創作傳統水墨花鳥與山水畫作，供應當時繪畫市場的需求，並且傳統水墨花鳥其以牡丹花最為著名。

## 官方展覽獎項
- 昭和4年（1929年）─第三回台展，『秋之圓山』：入選。[6]
- 昭和5年（1930年）─第四回台展，『扒龍船』：入選。[7][6]
- 昭和16年（1941年）─第四回府展，『台北孔子廟』：入選。[6] 現為臺北市立美術館典藏。[4]
- 昭和17年（1942年）─第五回府展，『菊圃』：入選。[6]
- 昭和18年（1943年）─第六回府展，『果物』：入選。[6]
- 1946年─第1屆省展，『振興民族』：入選。[8]

## 外部連結
台北市立美術館典藏目錄 蔡雪溪 （页面存档备份，存于）